# Bitka kod Broda Zrinskog na Uni
Bitka kod Broda Zrinskog na Uni (29. – 30. listopada 1483.) vodila se između Hrvatskog Kraljevstva i područnih osmanskih snaga (većinom iz Bosanskoga sandžaka). Vođena je kod Broda Zrinskog (današnji Bosanski Novi u BiH) na prijelazu preko rijeke Une, a bila je jedna od prvih velikih hrvatskih pobjeda nad Osmanskim Carstvom.
Hrvatsku vojsku predvodio je ban Matija Gereb, zajedno s nekolicinom Frankopana, kojima se pridružio i despot Vuk Grgurević. Cilj im je bio presresti Osmanlije koje su se kretale prema rijeci Uni. U bitci, koja je trajala svega dva dana, Osmanlije su poražene i ubrzo je sa sultanom Bajazidom II. potpisano sedmogodišnje primirje.

## Pozadina
Nakon pada Počitelja (na Neretvi) 1471. godine, cijelo područje između Cetine i Neretve osim priobalja palo je u osmanske ruke. Kako bi spriječio daljnje osmansko širenje, kralj Matija Korvin imenovao je Nikolu Iločkog titularnim kraljem Bosne. Osmansko Carstvo osvojilo je Bosnu 1463. godine, a Mehmed II. naredio je odrubljivanje glave posljednjem bosanskom kralju Stjepanu Tomaševiću. Ubrzo je Nikola Iločki imenovan banom Hrvatske i Slavonije, čime su postale jedinstvena administrativna jedinica. Nikolin zadatak bio je da zauzme dijelove Bosne koje su Osmanlije još uvijek držale, ali u tome nije uspio. Nakon njegove smrti, kralj Matija je provalio u Bosnu i stigao do Sarajeva, ali njegov uspjeh bio je privremen. Godine 1482., Osmanlije su osvojile sva preostala uporišta u Hercegovini. Iste godine osmanske snage iz Sandžaka Bosne opljačkale su Kranjsku, a 1483. opustošile su okolicu Ptuja u Donjoj Štajerskoj.

## Bitka
Početkom listopada 1483., sultan Bajazid II. poslao je oko 7000 akindžija da prijeđu Unu i Savu te provale u Hrvatsku. Najviše je stradalo područje Jastrebarskog i Petrovine. Osmanska vojska bila je podijeljena u 3 dijela, svaki je išao svojim putem, a jedan je nastavio prema Kranjskoj i Koruškoj (16. listopada). Matija Gereb, koji je te godine postao hrvatski ban, bio je obaviješten o pohodu, ali mu je nedostajalo vojnika da se suprotstavi Osmanlijama. Stoga je stao sabirati vojsku s hrvatskim velikašima. Na poziv su se odazvali grofovi Bernardin Frankopan, Ivan Frankopan Cetinski, Mihovil Frankopan Slunjski, Petar Zrinski i banski namjesnik Gašpar Perušić, a kasnije su im se pridružili Blaž Podmanicki i despot Vuk Grgurević. Dio hrvatskog konjaništva poslan je da na daljinu prati Osmanlije i, ako se ukaže prilika, presretne ih.
Na povratku su se osmanske vojske spojile, vodeći mnoge zarobljenike koji su ih usporavali. Kada su čuli da ih prati velika vojska, Osmanlije su pokušale izbjeći borbu i doći do Sandžaka Bosne bez sukoba s hrvatskim snagama. Kako je banu dosadilo čekanje, odmarširao je sa svojom vojskom nadajući se da će se sukobiti s Osmanlijama kada ih susretne. Ispostavilo se da je to bilo na prijelazu rijeke Une kod Broda Zrinskog (današnji Bosanski Novi).
Najprije su Osmanlije pokušale podmititi nekog plemića po imenu Vuk da ih propusti, ali neuspješno. Tada su pokušali pregovarati s hrvatskim velikašima da ih puste natrag (pod uvjetom da puste kršćanske zarobljenike i plate po jednu forintu za svakog osmanskog konjanika). Dok su pregovori bili u tijeku, Hrvati su primijetili da su Osmanlije počele ubijati zarobljenike pa su pregovori eskalirali u bitku.
Budući da u blizini nije bilo drugog prijelaza, borbe su počele u sumrak 29. listopada. Bitka je prekinuta kada je nastupila noć, pri čemu su osmanske akindžije zauzele položaj u podnožju obližnjeg brda, a istodobno su svoje zarobljenike postavili na vrhu brda. Borbe su nastavljene u zoru 30. listopada i završile potpunim porazom osmanske vojske. Oko 2000 Osmanlija je zatočeno, dok je više od 1000 ubijeno na bojištu. Prema izvješću kralja Matije Korvina, oslobođeno je 10 000 kršćanskih zarobljenika. Kralj je poslao posebno pismo zahvalnosti banu Matiji Gerebu i hrvatskim velikašima. Također je o pobjedi izvijestio i papu Siksta IV. (6. studenoga).

## Posljedice
Ubrzo nakon bitke potpisano je sedmogodišnje primirje sa sultanom Bajazidom II., koje je trajalo do smrti kralja Matije Korvina (6. travnja 1490.). Iako u to vrijeme nije bilo većih bitaka, mjesni granični sukobi su se nastavili. Sultan je iskoristio ovo primirje za učvršćivanje svoje vlasti i pripremu vojnih snaga za nova osvajanja i širenje Osmanskoga Carstva prema zapadu, što se i nastavilo 1490. godine. Hrvatska je imala još jednu pobjedu protiv Osmanlija u bitci u klancu Vrpilama (1491.), ali i veliki poraz u Krbavskoj bitci (1493.).